# Кудлатий тато
«Кудлатий тато» (англ. The Shaggy Dog, досл. «волохатий пес») — американський комедійний фільм режисера Браяна Роббінсона, що вийшов на екрани в 2006 році.

## Сюжет
Все починається з того, що заступник окружного прокурора Дейв Даглас береться за справу, пов'язану з лабораторією, в якій проводяться досліди над тваринами. У процесі роботи він піддається дії експериментального надсекретного чудо- препарату, що викликає мутацію генів. В результаті Дейв починає часом перетворюватися на собаку; це дуже заважає його кар'єрі, але в той же час допомагає йому краще пізнати самого себе і свою сім'ю. Переосмисливши своє життя, Дейв мріє про те, щоб знову стати зразковим чоловіком і батьком, але спочатку він повинен виконати благородну місію — запобігти здійсненню підступних задумів тих, хто стоїть за винаходом сироватки, що перетворила його в пустотливого пса.

## У ролях
| Актор                   | Роль      |
| ----------------------- | --------- |
| Тім Аллен               | -         |
| Крістін Девіс           | -         |
| Зена Грей               | -         |
| Спенсер Бреслін         | -         |
| Денні Гловер            | -         |
| Роберт Дауні (молодший) | Д‑р Козак |
| Джошуа Леонард          | -         |
| Шон Пайфром             | -         |
| Бесс Вол                | -         |
| Джеррад Пол             | -         |

## Знімальна група
- Режисер — Брайан Роббінс
- Сценарист — Кормак Вібберлі, Меріенн Вібберлі, Джофф містечок
- Продюсер — Тім Аллен, Меттью Керролл, Вільям Фей
- Композитор — Ерік Колвін